# 红四乡
红四乡，是中华人民共和国四川省巴中市南江县曾经下辖的一个乡。2019年12月，撤销红四乡和傅家乡，将原红四乡和原傅家乡及红光镇玉湖社区、玉白村所属行政区域划归长赤镇管辖。

## 行政区划
红四乡撤销前下辖以下地区：
惠民村、三清村、石岩村、石梁村、永福村、王龙村、斜岩村、刘家村和沈坡村。